# Bandiera del Montana
La bandiera del Montana è composta dallo scudo dello Stato, un disegno raffigurante uno scorcio delle cascata Great Falls, su sfondo blu scuro. All'interno dello scudo è presente l'inscrizione "Oro y Plata", traducibile in "Oro e Argento".
La bandiera è stata adottata nel 1905, nel 1981 venne aggiunta la parola MONTANA in giallo.

## Bandiere storiche

Bandiera del Montana (1905-1981)